# 東曹株式會社
東曹株式會社（英語：Tosoh Corporation）是一家日本化學公司。

## 历史
1935年公司前身东洋蘇打工业成立，1936年开始制造南阳工厂。1949年10月东京证券交易所和大阪证券交易所挂牌上市，1971年与山形县坂田市的铁工社株式会社合并。1987年目前的公司名稱於更改。1996年我们与電化和三井化学一起成立了PVC业务领域的大洋氯乙。